# Totalimmortal
Totalimmortal är en låt av det amerikanska punkrockbandet AFI som först släpptes av gruppen på deras All Hallow's EP i oktober 1999. En musikvideo spelades även in till låten, där denna musikvideo delvis filmades på Mountain View Cemetery i Oakland, Kalifornien.

## Coverversioner

### The Offspring
2000 valde det amerikanska punkrockbandet The Offspring att spela in en coverversion av "Totalimmortal" för filmen Mina jag & Irene. Låten släpptes både på filmens soundtrack och som en promosingel.

### Låtlista
Alla låtar är skrivna och komponerade av The Offspring, om inte annat anges. 
| Nr | Titel                                                 | Längd |
| -- | ----------------------------------------------------- | ----- |
| 1. | Totalimmortal (skriven av Davey Havok och Jade Puget) | 2:51  |
| 2. | Call-Out Hook                                         | 0:10  |